# Paul Beck

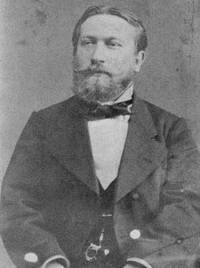
Paul Beck

Paul Anselm Franz Beck (* 18. Juni 1845 in Altshausen; † 25. Dezember 1915 in Ravensburg) war ein deutscher Historiker und Amtsrichter.

## Leben
Paul Anselm Franz Becks Eltern waren Peter Paul von Beck und Therese, geborene Halcko. Zunächst an der Universität Tübingen, wo er dem Corps Rhenania beitrat, dann an jener in Göttingen studierte er die Rechtswissenschaften und war anschließend als Assessoratsvertreter am Oberamtsgericht Geislingen tätig. Später wechselte er zum Oberamtsgericht Ellwangen und war danach als Amtsvertreter am Stadtgericht Stuttgart tätig. Auch erhielt er Abordnungen nach Welzheim sowie nach Weinsberg. Man setzte ihn am Oberamtsgericht Ulm, anschließend war er als Hilfsrichter an der Strafkammer der Staatsanwaltschaft Ulm tätig. Diese Stelle behielt er inne, bis er 1883 aus gesundheitlichen Gründen in den Ruhestand trat.
1894 zog er nach Ravensburg um; dort übernahm er Redaktion und Verlag der historischen Zeitschrift Diözesanarchiv von Schwaben, für die er in der Folge unzählige Artikel zur oberschwäbischen Geschichte schrieb. Ferner war Beck Mitarbeiter der Allgemeinen Deutschen Biographie, für die er 38 Artikel verfasste.
1912 stellte er seine inzwischen in Schwäbisches Archiv umbenannte Zeitschrift ein. Er lebte weiterhin in Ravensburg, wo er bereits drei Jahre später am 25. Dezember verstarb. Er wurde auf dem Hauptfriedhof Ravensburg begraben; sein Grab ist dort erhalten.